# South Park and Philosophy: You Know, I Learned Something Today
South Park and Philosophy: You Know, I Learned Something Today (рус. «Южный парк» и философия: вы знаете, я сегодня кое-что понял; ISBN 1-4051-6160-4) — книга Роберта Арпа. В книге рассматриваются различные философские концепции сквозь призму анализа эпизодов анимационного сериала «South Park», а также место шоу в современной поп-культуре.
Книга была выпущена 1 декабря 2006 года; позже было выпущено продолжение — «South Park and Philosophy: Bigger, Longer, and More Penetrating». Обе книги — часть серии The Blackwell Philosophy & Pop Culture Series.

## Содержание
В книге использованы разработки двадцати двух академических специалистов по философии. Среди рассматриваемых тем — исследование человеческой сексуальности на основе изображения Саддама и Сатаны геями-любовниками, экзистенциализм на основе рассмотрения смертей Кенни, проблема феминизма на основе поведения некоторых персонажей-женоненавистников. В книге используются философские идеи Платона, Аристотеля, Фрейда, Сартра в контексте сериала.